# Rio do Cobre (Bahia)
O Rio do Cobre é um rio brasileiro que banha o estado da Bahia, estando situado na Região Metropolitana de Salvador. De acordo com a pesquisadora Milai Cordeiro, a Bacia do Rio do Cobre possui uma área de 21,39 quilômetros quadrados. Este rio pertence à bacia hidrográfica do Recôncavo Norte.
Este rio é o único, dos que existem no Município de Salvador, que ainda tem vida, mesmo assim está exposto uma série de riscos ecológicos, por causa do processo de devastação da vegetação em suas margens e, principalmente, dos esgotos lançados por dezenas invasões localizadas ao longo do trajeto de mais de dez quilômetros até a foz situada na baía de Todos os Santos. O Estado da Bahia criou em 5 de junho de 2001 uma área de proteção ambiental (APA) para preservar esse rio: a APA Bacia do Cobre/São Bartolomeu.